# Math rock
Math rock é um gênero musical que surgiu no final da década de 1980, com influências do punk rock e do rock progressivo.
A composição musical neste gênero é bastante complexa, incorporando métricas incomuns em seu ritmo, tido como matemático, daí o nome, literalmente "rock matemático".
Os instrumentos geralmente são tocados em bases atonais ou politonais e nem sempre sincronizados. São acompanhados da voz, quando presente, alternando entre o ritmo calmo e gritado.
A maioria das musicas tende a ter um ritmo marcado 4/4 ou 3/4. No caso do math rock, o ritmo tende a seguir padrões diferentes como 7/8, 5/8 ,9/8, etc. Além disso, é composto de acordes dissonantes e bases complexas e as letras geralmente não são o foco do estilo. A voz é tratada como mais um "instrumento".

## Vanguarda paulista
No início de 1980, São Paulo viu florescer um movimento chamado Vanguarda Paulista assim que a ditadura militar começara a dar sinais de esgotamento. A vanguarda paulista original era uma ala vanguardista da MPB campeada por artistas como Arrigo Barnabé, Alice Ruiz, Hélio Ziskind, Patife Band entre outros que tocavam jazz rock com influências da composição dodecafônica e mudanças de tempo reminiscentes de Frank Zappa e Henry Cow.
No começo do século XXI, surgiu uma nova onda de bandas de art rock como Hurtmold, Objeto Amarelo e Retórica que têm se inspirado fortemente nas primeiras bandas do gênero math rock provenientes principalmente do hemisfério norte. Estas novas bandas brasileiras são regularmente chamadas de Vanguarda Nova.

## Influencias recentes
Alguns artistas da década de 60 e 70 resolveram fazer sons experimentais com estruturas e métodos não usuais, como Frank Zappa, Henry Cow, Cream, Emerson, Lake & Palmer, Genesis, Kansas, Jethro Tull, Gentle Giant, Yes, Rush, King Crimson, Gong, The Police, Mahavishnu Orchestra e Pink Floyd. Esse estilo era classificado como rock progressivo. 
O grupo canadense de punk rock Nomeansno (fundada em 1979 e ativa a partir de 2013) foi citado pelos críticos de música como uma "influência secreta" do math rock, antecipando muito o desenvolvimento do gênero por mais de uma década. Apesar de nunca ter tido atenção do grande público, a música do Nomeansno normalmente combina a energia e a agressividade do punk com humor negro e mudanças drásticas no ritmo e estrutura. Um grupo da mesma época ainda mais avant-garde, o Massacre contou com o guitarrista Fred Frith e o baixista Bill Laswell. Com alguma influência a partir da energia do punk, a música do Massacre usa características rítmicas complexas. A banda de hardcore punk, Black Flag também incluiu polirritmias incomuns, mas precisamente no disco My War de 1984.